# Evarcha culicivora
Evarcha culicivora – gatunek pająków z rodziny skakunów, czyli pająków, które nie tkają sieci, tylko polują skacząc na swoją ofiarę. Jako oddzielny gatunek został wyodrębniony w 2003.

## Opis
Pająk ten występuje w środkowej Afryce – w Kenii oraz w Ugandzie, wokół Jeziora Wiktorii; głównie w pobliżu ludzkich domostw. Odżywia się on ludzką krwią, lecz nie atakuje bezpośrednio człowieka, ponieważ nie jest wyposażony w odpowiednie narządy pozwalające na ukąszenie i w stosunku do niego jest bezbronny. Atakuje więc samice komara, które dopiero co ukąsiły człowieka, i to z nich wysysa krew. Pająk zakrada się bardzo blisko swojej wyselekcjonowanej ofiary i dopada ją jednym skokiem; cały atak trwa około 0,04 sekundy.
Evarcha culicivora posiada bardzo dobrze rozwinięty wzrok, dzięki czemu bezbłędnie potrafi odróżnić samicę komara, która właśnie ukąsiła człowieka, od takiej, która dopiero poluje, co pomaga mu w wybieraniu swojej ofiary.
Jako że został wyodrębniony stosunkowo niedawno, nie otrzymał jeszcze polskiej nazwy.